# 奧薩沃托米 (堪薩斯州)
奧薩沃托米（英語：Osawatomie）是一個位於美國堪薩斯州邁阿密縣的城市。

## 地方資料
根據2020年美國人口普查的數據，奧薩沃托米的面積為13.84平方千米，當中陸地面積為13.60平方千米，而水域面積為0.24平方千米。當地共有人口4255人，而人口密度為每平方千米307.44人。